# Карло Емануеле даль Поццо дель Чистерна
Карло Емануеле даль Поццо (італ. Carlo Emanuele dal Pozzo della Cisterna; 7 січня 1787, Турин — 26 березня 1864, Турин) — 5-й принц Ла Чистерна, дворянин і політичний діяч Сардинського королівства. Серед інших його титулів були 5-й Принципе ді Белрігуардо, 6-й Маркез ді Вогера, 6-й граф ді Реано, 8-й граф ді Пондерано, 8-й граф ді Бонвічіно, 6-й граф ді Нейве, 6-й граф ді Перно.
Принц був лібералом і в молодості влаштував змову проти короля Сардинії Віктора Еммануїла I на користь конституційної монархії. Ця спроба зазнала невдачі, і він був змушений виїхати до Франції, де продовжував просувати ідеї Рісорджіменто. У 1848 році йому дозволили повернутися до Італії, і він став сенатором Сардинії.
У Брюсселі 28 вересня 1846 року він одружився з графинею Луїзою де Мерод-Вестерлоо, дочкою графа Вернера де Мероде (з княжого дому Рубемпре) від його дружини, графині Віктуар де Спанген д'Ютернес. Подружжя народило двох дочок.
Він став бароном Французької імперії в 1810 році і в тому ж році став камергером Камілло Боргезе, герцога Гуастальського.